# Kleiner Holzbohrer
Der Kleine Holzbohrer (Xyleborus saxeseni) ist ein Rüsselkäfer aus der Unterfamilie der Borkenkäfer (Scolytinae). Da er seine Brutsysteme im Holz der Wirtsbäume anlegt, wird er den Holzbrütern zugerechnet. Er ist ein Ambrosiakäfer.

## Merkmale
Die Käfer werden 1,5 bis 2,4 Millimeter lang und haben einen zylinderförmigen Körper. Der Halsschild ist stark abgeflacht, bucklig gewölbt, länger als breit, vorn abgerundet, zylindrisch, mit konischer Wölbung vor der Mitte und verdeckt von oben gesehen den Kopf. Der Vorderrand ist glatt und ohne Höckerkranz. Es ist erst hinter dem Vorderrand gekörnt. Die Flügeldecken sind weit herabgezogen, die Hinterflügel nur rudimentär vorhanden, daher ist der Käfer flugunfähig. Die Vorderhüften liegen weit auseinander. Das Abdomen bleibt ab dem zweiten Sternit zum Ende hin gerade. Das dritte Tarsenglied ist zylindrisch geformt. Die Fühlerkeulen sind breit, die Fühlergeißel ist fünfgliedrig.
Männliche und weibliche Tiere unterscheiden sich im Aussehen (Sexualdimorphismus). Das Männchen ist deutlich kleiner als das Weibchen. Sein Halsschild ist länger als breit, schwach gewölbt, vorne mit Höckern versehen und ebenso wie die Flügeldecken fein behaart. Der Absturz ist fein punktiert. Die männlichen Käfer sind gelbbraun gefärbt. Sie erreichen eine Körperlänge von 1,5 bis 1,8 Millimetern. Bei den Weibchen ist der Halsschild sehr schwach bucklig gewölbt, länger als breit und hinten glatt. Der Absturz ist matt, mit einer feinen Körnchenreihe an der Naht und am dritten Zwischenraum zwischen den Punktreihen. Es ist dunkelbraun gefärbt, Kopf und Halsschild aber heller und Fühler und Beine sind gelblich. Ihre Körperlänge beträgt zwei bis 2,4 Millimeter.

## Verbreitung
Die Art ist in Europa verbreitet.

## Lebensweise
Xyleborus saxeseni kommt an Eichen (Quercus), Hainbuchen (Carpinus), Eschen (Fraxinus), Ulmen (Ulmus), Birken (Betula), Erlen (Alnus), Pappeln (Populus), Kastanien (Castanea), Walnüssen (Juglans), Hartriegel (Corylus), Linden (Tilia), Weiden (Salix), Äpfeln (Malus), Birnen (Pyrus) und Prunus, gelegentlich an Kiefern (Pinus), Lärchen (Larix), Fichten (Picea), Zedern (Cedrus), Tannen (Abies) und Hemlocktannen (Tsuga) vor. Er besiedelt das Holz der Bäume. Das Fraßbild weist eine Eingangsröhre auf, von der verzweigte bzw. platzförmige Brutröhren (Familienplatzgang) in das Holz abgehen. Die Tiere sind polyphage Holzbrüter. Es gibt ein bis zwei Generationen im Jahr mit einer Flugzeit im April und Juni. Die Käfer pflegen ihre Brut nicht, sondern indirekt deren Nahrung. Sie bohren ein Gangsystem in das Holz, in das sie die Eier legen, und züchten in diesen einen Ambrosiapilz, dessen Sporen sie in ihrem Magen umhertragen. Von diesen Pilzen ernähren sich die Larven. Die Eltern sorgen durch Verstopfen oder Öffnen der Eingangsröhre mit Bohrmehl für die richtige Luftfeuchtigkeit und sortieren auch Bakterienherde und andere Schimmelpilze aus. Durch die Bohrtätigkeit werden im Holz technische Schäden angerichtet, die jedoch nur von Bedeutung sind, wenn das Holz lange Zeit unbearbeitet lagert. Ausgetrocknetes und behandeltes Holz wird nicht besiedelt. Der Käfer gilt jedoch als wenig bedeutsam in Bezug auf Holzschäden.

## Systematik

### Synonyme
Aus der Literatur sind für Xyleborus saxeseni folgende Synonyme bekannt:
- Xyleborinus alni Niijima, 1909
- Bostrichus saxeseni Ratzeburg, 1837
- Tomicus dohrni Wollaston, 1854
- Bostrichus decolor Boildieu, 1859 für das Männchen
- Xyleborus dryographus Ferrari, 1867 für das Weibchen
- Xyleborus aesculi Ferrari, 1867
- Xyleborus subdepressus Rey, 1883